# Bulbophyllum adenoblepharon
Bulbophyllum adenoblepharon là một loài phong lan thuộc chi Bulbophyllum.